# Oenanthe heldreichii
Oenanthe heldreichii är en flockblommig växtart som beskrevs av Pierre Edmond Boissier. Oenanthe heldreichii ingår i släktet stäkror, och familjen flockblommiga växter. Inga underarter finns listade i Catalogue of Life.